# Maxime Laubeuf
Maxime Laubeuf, né le 23 novembre 1864 à Poissy (Seine-et-Oise) et mort le 23 décembre 1939 à Cannes (Alpes-Maritimes), est un ingénieur français spécialisé dans la construction navale. Il est considéré comme l'un des pères des sous-marins modernes. 

## Biographie
Polytechnicien de la promotion de 1883, il intègre le corps des ingénieurs du Génie maritime (formés à présent par l'ENSTA). Sous-ingénieur en 1887, ingénieur en 1891, il travaille à Brest à la mise au point de bâtiments submersibles et conçoit les premiers sous-marins modernes en 1904 – le Narval et l'Aigrette. Ses submersibles sont équipés de périscope et ont la faveur de la marine de l'époque. Ils fonctionnent à la vapeur, et pouvaient effectuer de brèves plongées grâce à une propulsion électrique. Deux ans plus tard, il quitte la Marine pour poursuivre la construction de sous-marins dans l'industrie privée. Ses innovations sont adoptées par toutes les marines du monde.
Il est membre de l'Académie de marine et à partir de 1920 de l'Académie des sciences.
En mai 1920, il est nommé membre du comité directeur de la Ligue des patriotes présidée par Maurice Barrès.
Il meurt à 75 ans en décembre 1939, pendant la Drôle de Guerre, et est inhumé au cimetière du Grand Jas à Cannes (Alpes-Maritimes).

## Hommages et distinctions
- Grand officier de la Légion d'honneur (20 janvier 1936)[2]
- Officier d'académie
- Commandeur de l'Ordre de Sainte-Anne (Russie)
- Commandeur de l'Ordre de Saint-Stanislas (Russie impériale)
- Chevalier de l'Ordre du Sauveur (Grèce)

Une plaque commémorative est apposée le 21 septembre 2019 sur sa maison natale, au nº 53 cours du Quatorze-Juillet à Poissy. Des rues portent son nom dans les villes de Poissy et Cherbourg-en-Cotentin ainsi qu'un quai à Chatou.